# Meeting Open Méditerranée 2015
Navigation
2014 2016
Le Meeting Open Méditerranée 2015 (MOM 2015) est la quatrième édition du Meeting Open Méditerranée, une manifestation sportive française de natation qui se tient dans les infrastructures du Cercle des nageurs de Marseille. Le meeting est au programme du calendrier du FFN Golden Tour 2015.

## Résultats

### Tableau d'honneur
|                      | Messieurs          | Messieurs      | Dames                   | Dames         |
| Épreuve              | Nageur             | Résultat       | Nageur                  | Résultat      |
| -------------------- | ------------------ | -------------- | ----------------------- | ------------- |
| 50 m nage libre      | Florent Manaudou   | 21 s 71        | Sarah Sjostrom          | 24 s 74       |
| 100 m nage libre     | Mehdy Metella      | 48 s 85        | Sarah Sjostrom          | 53 s 66       |
| 200 m nage libre     | Yannick Agnel      | 1 min 47 s 11  | Charlotte Bonnet        | 1 min 57 s 27 |
| 400 m nage libre     | Pal Joensen        | 3 min 50 s 22  | Jazmin Carlin           | 4 min 05 s 55 |
| 800 m nage libre     | -                  | -              | Jazmin Carlin           | 8 min 25 s 13 |
| 1500 m nage libre    | Pal Joensen        | 15 min 10 s 35 | -                       | -             |
| 50 m dos             | Camille Lacourt    | 24 s 85        | Etiene Medeiros         | 27 s 84       |
| 100 m dos            | Camille Lacourt    | 53 s 74        | Mie Oestergaard Nielsen | 59 s 14       |
| 200 m dos            | Benjamin Stasiulis | 1 min 59 s 28  | Elizabeth Simmonds      | 2 min 09 s 28 |
| 50 m brasse          | Hendrik Feldwehr   | 27 s 89        | Arianna Castiglioni     | 31 s 50       |
| 100 m brasse         | Marco Koch         | 1 min 01 s 21  | Arianna Castiglioni     | 1 min 07 s 16 |
| 200 m brasse         | Marco Koch         | 2 min 10 s 68  | Rikke Moller Pedersen   | 2 min 23 s 34 |
| 50 m papillon        | Nicholas Santos    | 23 s 47        | Sarah Sjostrom          | 25 s 41       |
| 100 m papillon       | Mehdy Metella      | 52 s 13        | Sarah Sjostrom          | 56 s 58       |
| 200 m papillon       | Leonardo de Deus   | 1 min 56 s 20  | Katinka Hosszu          | 2 min 08 s 66 |
| 200 m 4 nages        | Henrique Rodrigues | 1 min 59 s 09  | Siobhan-Marie O'Connor  | 2 min 11 s 22 |
| 400 m 4 nages        | David Verraszto    | 4 min 23 s 34  | Katinka Hosszu          | 4 min 39 s 96 |
| 4 x 100 m nage libre | CN Marseille       | 3 min 18 s 92  | INSEP                   | 3 min 51 s 01 |
| 4 x 100 m 4 nages    | Allemagne          | 3 min 44 s 49  | Allemagne               | 4 min 19 s 82 |